# Bibio pseudoclavipes
Bibio pseudoclavipes är en tvåvingeart som beskrevs av Toyohi Okada 1938. Bibio pseudoclavipes ingår i släktet Bibio och familjen hårmyggor. Inga underarter finns listade i Catalogue of Life.